# Sam Fox (cyclisme)
Sam Fox, né le 8 août 2000, est un coureur cycliste australien. Il participe à des compétitions en VTT, sur route et en gravel.

## Biographie
Originaire de Tasmanie, Sam Fox participe à ses premières compétitions cyclistes vers l'âge de huit ans,. Il pratique principalement le VTT, où il réalise ses meilleures performances. Spécialiste du cross-country, il obtient diverses médailles aux championnats d'Océanie entre 2017 et 2019. Il représente également à deux reprises son pays natal aux championnats du monde juniors.
En 2021, il devient champion d'Australie de cross-country chez les espoirs. Lors de la saison 2022, il se classe sixième du VTT cross-country et 48e de la course sur route aux Jeux du Commonwealth. Il intègre par ailleurs l'équipe continentale BridgeLane. Avec cette formation, il termine notamment sixième du Tour de Tasmanie, ou encore dixième du contre-la-montre inaugural du Tour du Pays de Montbéliard. 
En 2023, il est sacré double champion national, dans le cross-country olympique et le short track. Il s'impose par ailleurs sur deux épreuves slovènes inscrites au calendrier de l'UCI. Grâce à ces résultats, il passe professionnel en VTT au sein du Team Lapierre Mavic Unity. Toujours actif au niveau international, il prend part à ses premiers championnats du monde au niveau élite. Il décroche également une victoire dans une épreuve brésilienne disputée à Itabirito. Cette même année, il est médaillé d'argent aux championnats d'Océanie.
Au printemps 2025, il conquiert le titre de champion d'Océanie dans le VTT cross-country, devant le favori Anton Cooper. Il met ainsi fin à une longue de période de disette pour l'Australie, qui n'avait plus remporté cette épreuve depuis 2015.

## Palmarès en VTT

### Jeux du Commonwealth
- Birmingham 2022
  - 6e du cross-country

### Championnats d'Océanie
| - 2017 - Champion d'Océanie de cross-country juniors - 2018 - Médaillé de bronze du cross-country juniors - 2019 - Médaillé de bronze du cross-country espoirs | - 2024 - Médaillé d'argent du cross-country - 2025 - Champion d'Océanie de cross-country |  |

### Championnats nationaux
| - 2018 - 3e du championnat d'Australie de cross-country juniors - 2020 - 2e du championnat d'Australie de cross-country espoirs - 2021 - Champion d'Australie de cross-country espoirs - 2e du championnat d'Australie de cross-country short track - 2022 - 3e du championnat d'Australie de cross-country short track | - 2023 - Champion d'Australie de cross-country - Champion d'Australie de cross-country short track - 2025 - Champion d'Australie de cross-country - 2e du championnat d'Australie de cross-country short track |  |